# 秋月種茂
秋月 種茂（あきづき たねしげ）は、江戸時代中期から後期にかけての大名。日向国高鍋藩7代藩主で、藩の全盛期を築いた名君とされている。剃髪後の号は鶴山。その弟に、世界に名君と知られる上杉鷹山がいる。鷹山も、兄の実力は自分以上であると評価している。

## 生涯
寛保3年（1744年）、6代藩主・秋月種美の長男として誕生した。宝暦6年（1756年）11月15日、9代将軍・徳川家重に御目見する。宝暦7年12月18日（西暦で1758年）、従五位下・山城守に叙任する。宝暦10年（1760年）7月8日、種美の隠居により家督を継ぐ。宝暦11年（1761年）4月18日、初めてお国入りする許可を得る。
藩主になると藩政改革に臨んだ。改革に必要なものは人材登用であると考え、安永7年（1778年）に藩校明倫堂を創設し「教育の高鍋藩」の基礎を築いた。このとき、種茂は藩校に通える者を武士だけに限らず、民百姓に対しても開いた。この明倫堂からは、明治時代に活躍する多くの人材（三好退蔵、秋月左都夫、石井十次）が出ている。また、大坂から優秀な産婆を呼び寄せ、安全な出産方法を藩内に普及させるとともに、日本で初めて子供手当を支給するなど、現代でいう児童福祉にも心を配り、財政再建政策も行った。
名君として名をはせた弟の上杉鷹山は、「兄は僻遠の藩主ゆえ名を知られていないが、もし兄が(私に替わって)米沢の藩主になっていたなら、米沢は今よりもずっと繁栄していただろう」と種茂の政治手腕を高く評価している。天明8年（1788年）11月6日、家督を長男の種徳に譲って隠居したが、なおも藩政の実権は握り続けた。
文政2年（1819年）11月6日、死去。享年77。

## 系譜
父母
- 秋月種美（父）
- 春姫 ー 黒田長貞の次女（母）

正室
- 盈子 ー 松平明矩の娘

子女
- 秋月種徳（長男）生母は盈子（正室）
- 黒田長舒[2]（次男）生母は盈子（正室）
- 秋月種備[3]（五男）生母は盈子（正室）
- ケイ ー 山田重礼室
- チセ ー 中村道義室
- 秋月岩次郎 ー 早世
- 秋月常三郎 ー 早世
- 秋月松五郎 ー 早世